# Кир Велики
Кир Велики (стперс.  Куруш) такође познати као Кир II  (576. или 590. п. н. е.—530. п. н. е. или јул 529. п. н. е.) био је персијски владар. Он је основао Ахеменидско царство. Током своје владавине проширио је царство на већи део југозападне и централне Азије, од Египта и Босфора на западу све до реке Инд на истоку, и створио прво и највеће царство античког доба. Током три деценије владавине, овај владар је победио и покорио нека већа краљевства тог доба, укључујући Медију, Лидију и Вавилон, а водио је војне експедиције и у централну Азију где је покорио све народе. Ипак, није ишао у походе на афрички Египат или европску Грчку као касније Камбиз II и Дарије I Велики. Према Херодоту, погинуо је у бици против Скита у лето 530. или 529. п. н. е. Наследио га је син Камбиз II који је освојио Египат током кратке владавине. Кир (Kyрус) је био следбеник зороастријске религије. Осим јаког утицаја на иранску историју, Кир је снажно утицао и на јеврејску религију, људска права, политику, војну стратегију те уопште на источну и западну цивилизацију.

## Порекло
Реч Kyрус је латинска односно грчка изведеница староперсијског имена Куруш. Антички историчари Ктезије и Плутарх наводе како је Kyрус добио име од речи Курос што значи сунце односно „попут сунца“, спомињући везу са персијском именицом за сунце (Кхор) уз коју стоји суфикс -васх што значи „сличност“. Ипак, неки модерни историчари попут Карла Хофмана и Рудрика Шмита из Енцеклопедија Иранике наводе како име значи „вербални победник“.
У модерној Персији, Кyрус се увек подразумевао као Курошé Кабир или Курошé Бозорг, што је персијска изведеница од имена Кир Велики. У Библији, познат је под једноставним именом Кореш, док је могуће да се и у Курану спомиње као „Дхул-Карнаун“ који је покорио источне и западне земље.

### Историја династије
У складу са херојима других култура и оснивачима великих царстава, традиционална предаја о Кировој породици је врло богата. Према Херодоту, Кир је био унук медијског краља Астијага одгојен у скромној пастирској породици. По другој причи, био је син сиромашних родитеља и радио је на медијском двору. Те приче су контрадикторне Кировим личним сведочењима према којима је наследио трон од свога оца, деда и прадеда.
Од 10-15 персијских племена, Кир потиче из околине града Пасаргада, из породице Ахеменида. Пре него што је ујединио Персијанце и Медијице унутар једног царства, био је краљ Персије те је по краљевској лози полагао право на трон Аншана, које је било вазално краљевство унутар Медијског царства, а простирало се у данашњој провинцији Фарс у југозападном Ирану. На том подручју Кир ће касније основати Пасаргад, будући главни град Ахеменидског царста.
Династију је највероватније основао Ахемен око 700. п. н. е., којег је наследио син Теисп. Према записима, после Ахеменове смрти на трон су дошла два његова сина, Кир I од Аншана и Аријарамна од Персије. Њих су наследили њихови синови Камбиз I од Аншана односно Аршам од Персије. Ипак, аутентичност тих античких записа се доводи у питање с обзиром на сложеност и непоузданост извора о Кировим прецима.
Камбиз I се према Херодоту сматра племићем а не краљем, а извори говоре како се оженио принцезом Манданом, ћерком лидијске принцезе Аријене и Астијага, владара Медијског царства. Из наведеног брака рођен је само један син, Кир II, познат као Кир Велики, који је добио име према деду.
Према Ктезију, Кир Велики оженио је Астијагову ћерку по имену Амитис, што изгледа нелогично, јер би тада она била и његова жена и ујна. Вероватно објашњење је да се Астијаг претходно оженио још једном женом која му је родила Мандану, док је Амитис била ћерка Кијаксара, односно Астијагова сестра. Кирова прва жена Касандана, је једнако загонетна. Према Херодоту и Бехистунским натписима, родила је Киру најмање два сина, Камбиза II и Смердиса. Оба сина касније су посебно владала Персијом на кратко време. Кир је имао и кћерке Артистону и Атосу која ће се касније удати за Дарија I. Ово ће после бити значајно, јер ће Атоса родити Ксеркса I, Даријевог наследника..

### Младост
Најпознатији датуми Кирова рођења су 600.-599. п. н. е. према Тори или 575.-576. п. н. е. према модерним проценама. Мало је тога познато о његовом детињству и раном животу с обзиром на недостатак извора односно на њихово оштећење или губитак.
Херодотова прича о Кировом раном животу личи на легенди о напуштеној деци попут Едипа, Мојсија или Ромула и Рема која се касније боре за краљевски трон. Киров надређени био је његов дед Астијаг, владар моћног Медијског царства.
После Кировог рођења, Астијаг је имао сан који је његов свештеник протумачио као знак да ће га његов унук збацити са престола. Свом нареднику Харпагу је наредио да убије дете. Харпаг, коме морал није допустио да убије новорођенче, позвао је краљевског пастира Митрадата из планинске регије покрај границе с Саспиром и наредио му да остави дете да умре у планинама. Срећом, пастир и његова жена Цина су се сажалили над њим те су га усвојили и одгојили као своје дете, док су своје мртворођенче показали Харпагу као Кира.
Кад је Киру било десет година, Херодот тврди да је било очито да Кир није био пастиров син јер се понашао превише господски. Након што је Кир у дечјој игри бичевао сина медијског племића Артембара, краљ Астијаг је испитао дечака и открио да су врло слични један другом. Астијаг је тада затражио од Харпага да објасни шта је учинио с дететом, и након што му је овај признао да није убио новорођенче, краљ га је преварио позивом на банкет где му је послужио властитог сина. Астијаг је био попустљив према Киру, па је дозволио да се врати својим биолошким родитељима, Камбизу и Мандани. Иако се сматра како је Херодотова прича само легенда, она ипак даје увид у ликове из Кировог раног живота.

## Успон и војни походи

### Медијско краљевство
Након што му је умро отац 552. п. н. е., Кир је наследио оца на месту краља Аншана. Ипак, он тиме није још постао независни владар. Као и његови претходници, морао је признати врховну власт Медије. У доба Астијагове владавине, Медијско царство се простирало на већи део античког Блиског истока, од малоазијске Лидије на западу до племена Парта и Персијанаца на истоку.
У Херодотовој верзији, мотивисан осветом, Харпаг је уверио Кира да побуни Персијанце против њихових надређених, Медијаца. Додуше, врло је вероватно да су Харпаг и Кир заједно водили побуну због неслагања с Астијаговом политиком. Од почетка персијског устанка у лето 553. или 552. п. н. е. и првих битака у 552. п. н. е., Кир је уз Харпагову помоћ водио своју војску против Медијаца све док није пао главни град Екбатана 549. п. н. е., чиме је и само Медијско царство коначно било освојено.
Иако се чини да је Кир прихватио медијску круну, године 546. п. н. е. службено је заменио титулу прогласивши се краљем Персије. Аршам, који је био владар Персије под Медијцима, због Кировог чина је морао одступити. Његов син Хистасп, иначе Киров други рођак, проглашен је сатрапом Партије и Фригије. Аршам ће поживети још довољно дуго да на престолу види свог унука Дарија I Великог, који је постао шах (цар) након смрти оба Кирова сина.
Кирово покоравање Медије покренуло је низ његових ратова. Астијаг је био савезник са шурјаком Крезом од Лидије, Набонидом од Вавилона и Амазисом II од Египта, који су намеравали удружити снаге против Кира.

### Лидијско краљевство и Мала Азија
Прецизни датуми освајања Лидије су непознати, али се претпоставља да су се догодили између Кировог покоравања Медијског краљевства (550. п. н. е.) и освајања Вавилона (539. п. н. е.). У прошлости је било уобичајено узимање 547. п. н. е. као године пада Лидије према цитатима из Набонидових хроника, иако ови подаци нису поуздани. Лидијци су први напали персијски град Птерију у Кападокији. Крез је поставио опсаду града, и потом одвео становнике у ропство. У међувремену, Персијанци су позвали становништво Јоније, који су припадали Лидијском краљевству, да се побуне против свог владара. Понуда је одбачена, због чега је Кир окупио војску и кренуо у војни поход у Лидију приликом ког су му се путем придруживали многи народи. Битка код Птерије завршила је нерешеним резултатом, при чему су обе стране пре заласка сунца доживеле велике губитке. Лидијски краљ Крез повукао се у Сард следећег јутра.
За време боравка у Сарду, Крез је послао апел својим савезницима да пошаљу помоћ Лидији. Ипак, пред крај зиме пре него што су се Крезови савезници могли окупити, Кир је ушао дубоко у Лидију и опколио Креза у главном граду Сарду. Нешто пре коначне битке код Тимбре између Кира и Креза, Харпаг је саветовао Кира да постави своје деве испред војника, што је требало уплаштити лидијске коње који нису навикли на мирис дева. Стратегија је успела и лидијска коњица се разбјежала, а Кир је поразио и заробио Креза након опсаде Сарда. Главни лидијски град био је у Кировим рукама, што је значило коначан пад Лидијског краљевства. Према Херодоту, Кир је поштедио Крезов живот и узео га као саветника, што је противно неким преводима Набонидових хроника у којима се наводи како је лидијски краљ био погубљен.
Пре него што се вратио у главни град, Кир је Лидијцу по имену Пактије поверио да пренесе Крезово благо у Персију. Али, убрзо након Кировог одласка, Пактије је закупио плаћенике и изазвао побуну у Сарду против персијског сатрапа (лидијског управника) Табала. Кир је тада послао Мазара, једног од својих војсковођа да угуши побуну, али да доводе Пактија живог. Приликом доласка Мазара у Лидију, Пактије је побјегао у Јонију где је закупио плаћенике с којима је напао грчке градове Магнезију и Пријену, где је ухваћен и послат назад у Персију да га казне.
Мазар је наставио са освајањем Мале Азије, али је умро из непознатих разлога приликом експедиције у Јонији. Кир је тада послао Харпага да доврши Мазарево освајање Мале Азије, а он је освојио Ликију, Киликију и Феникију, користећи посебне опсадне технике за пробијање градских зидина које су биле непознате Грцима. Са освајањима је завршио око 542. п. н. е. и вратио се у Персију.

### Нововавилонско краљевство
Године 539. п. н. е. Кир је освојио Елам и главни град краљевства Сусу. Пред крај јуна исте године, његова војска под командом Гобрија, гувернера Гутеје, напала је Опис на ријеци Тигрис и поразила Вавилонске снаге.
До 10. новембра, град Сипар је покорен без борбе јер његови становници готово да нису ни пружали отпор. Вероватно је да се Кир упустио у преговоре са вавилонским генералима и тако договором избегао оружани сукоб. ВаВилонски краљ Набонид је боравио у граду у то време, али је убрзо побегао у главни град Вавилон који није годинама посећивао.
Два дана послије, 12. новембра према јулијанском, односно 7. новембра према грегоријанском календару, Губарове трупе ушле су у Вавилон у којем није забиљежен отпор. Херодот објашњава да су Персијанци насамарили Вавилонце тиме што су преусмерили ток Еуфрата у споредни канал због чега је дубина воде пала довољно ниско да су се персијски војници коритом реке провукли испод одбрамбених препрека у центар града. Убрзо након, 29. новембра, Кир је лично ушао у град Вавилон и заробио Набонида.
Пре Кирове инвазије на Вавилон, Нововавилонско царство је освојило многа суседна краљевства. Сва подређена краљевства сада су припала њему, укључујући Сирију и Јудеју.
Послије пада Вавилона, Кир се прогласио „краљем Вавилона, Сумера, Акада, и краљем четири краја света“; забележеном на познатом Кировом цилиндру, ваљкастом запису положеном у темеље есагилског храма посвећеном главном вавилонском богу Мардуку. Текст цилиндра описује Набонида као безбожног, док победника Кира спомиње као миљеника Мардука. У наставку се спомиње како је Кир унапредио животни стандард становника Вавилона, те да је помагао избеглицама и обнављао храмове, због чега се његов цилиндар сматра као први писани споменик о људским правима у хисторији.
Према Бехистунским натписима Дарија Великог, Кирова власт обухватала је највеће царство до тада у историји. На крају његове владавине, Ахеменидско персијско царство протезало се од Мале Азије и Јудеје на западу до реке Инд на истоку.

## Смрт
Детаљи о Кировој смрти се разликују према записима. Херодот наводи да је Кир Велики погинуо у жестокој бици против Масагета, племена из јужних пустиња Кгаресма и Кизил Кума на најјужнијем делу степа у данашњем Казахстану и Узбекистану, где је ишао на наговор Креза да се обрачуна са њима на њиховој земљи. Племе Масагети било је у сродству са Скитима судећи према облачењу и начину живота; били су врсни коњаници. У циљу да осигура краљевство, Кир је прво послао брачну понуду краљици Томирис, што је она одбила. Затим је одлучио територију племена Масагети заузети силом, па је кренуо са градњом мостова и бродова уздуж реке Јаксарт (Сир Дарја) која их је раздвајала. Краљица Томирис позвала је Кира да заустави напад и да се њихове снаге обрачунају на достојанствен начин, на унапред договореном месту, око дан хода од реке. Он је прихватио понуду, али је одлучио припремити им лукаву замку. Наиме, племе Масагети није познавало вино и његове учинке. Поставио је логор на договореном месту и у њему оставио много хране и вина, те га је оставио на чување најслабијим војницима, док је оне најспособније војнике повео са собом ван логора. Генерал Томирисине војске (уједно и њен син) Спаргапис и његова војска напали су Киров логор и поразили онај слабији део персијске војске што га је остао чувати, након чега су почели трошити персијске залихе хране и вина, и тако се несвесно напили што је знатно смањило њихове одбрамбене способности. Тада их је напао Кир са главнином своје војске и поразио, а Спаргапис иако поштеђен и заробљен, кад је дошао свести починио је самоубиство. Када је чула за Кирову победу остварену лукавством, Томирис се заклела на освету и повела у борбу другу групу војника које је лично предводила. Кир је убијен а његове снаге претрпеле су велике губитке у бици коју је Херодот описао као најжешћом и најкрвавијом у каријери Кира Великог и у антици уопште. Кад се битка завршила, Томирис је наредила да се Кирово тело доведе пред њу, да му се одсече глава и баци у посуду са крви, као симболични чин освете за убиство њеног сина. Ипак, многи историчари сматрају ту верзију приче упитном, јер и сам Херодот је признао како је то ипак само једна од верзија о смрти Кира Великог која му је испричана. Међутим, други тврде да су персијски војници успели вратити његово тело или да је Томирис пронашла и разапела неког другог, а не самог Кира или његовог двојника.
Ктезије у својој Персици наводи како је Кир Велики погинуо приликом борбе с Дербицовом пешадијом потпомогнутом скитским стрелцима и коњицом, те Индијцима са слоновима. Према његовом извору, овај догађај догодио се североисточно од Сир Дарје.
Алтернативна верзија из Ксенофонтове Киропедије је противрјечна осталима јер тврди како је Кир Велики мирно умро у главном граду Персије.
Коначна верзија о његовој смрти долази од Бероса, који тврди да је Кир Велики погинуо приликом борбе са дахаејским стрелцима североисточно од Сир Дарје.

### Гробница
Посмртни остаци Кира Великог наводно су у граду Пасаргаду, где гробница постоји и дан данас за коју су многи сигурни да се ради о његовој гробници. Страбон и Аријан једнако су описали његов гроб, према виђењима Аристобула од Касандрије, који је у доба Александра Великог двапут посетио гробницу. Иако је антички град у рушевинама, гробница Кира Великог је готово неоштећена; иако је задњих година делимично обновљена. Према Плутарху, епитаф на гробници каже:
| „ | „Ој човече, ко год да си и откуд год долазио, ја сам "Куруш" (Кир) који је створио Персијско царство. Не завиди ми на овом комадићу земље који скрива моје тело.“ | ” |

Историјски налази из Вавилона упућују на то да је умро у августу 530. п. н. е., и да га је наследио његов син Камбиз II. Његов млађи син Смердис је умро пре него што је Камбиз кренуо у освајање источног фронта. Према Херодоту, Камбиз је убио брата да избјегне свађе око наслеђивања царског трона током његовог одсуства. Камбиз II је наставио очеву политику територијалног ширења и успео је покорити Египат који је додао Персијском царству, али је умро након само седам година владавине. Након његове смрти царством је седам месеци владао узурупатор Гаумата који се прозвао Смердисом, али га је са престола уклонио Дарије Велики.
Кир Велики се слави у Танаху, али је такође критикован због веровања у наводно лажне извештаје Кутхита, који су желели спречити изградњу Другог храма у Јерусалему. Наиме, они су оптужили Јевреје да спремају побуну па је Кир одлучио прекинути изградњу храма који неће бити завршен све до 516. п. н. е. у вријеме владавине Дарија Великог.

## Оставштина
Цитат књиге Чарлс Фриман, „Грчки успех“:
| „ | У домену размера достигнућа налази се далеко изнад македонског краља Александра („Великог“) који је девастирао царство 320. п. н. е. али није осигурао никакву стабилну алтернативу. | ” |

Кир Велики је једнако препознатљив и као државник и као војник. Проводећи политику великодушности и поштовања других локалних религија уместо угњетавања, био је у стању претворити покорене народе у своје горљиве присталице. Због политичке инфраструктуре коју је поставио, Ахеменидско царство се задржало још дуго послије његове смрти.
Успон Персије током његове владавине оставило је снажан печат на ток светске историје. Персијска филозофија, књижевност и религија имали су доминантну улогу у светским размерама у наредних хиљаду година. Упркос исламском освајању Персије у 7. веку и стварања исламских хилафета (калифата), Персија је задржала свој доминантни утицај и на исламску културу током "Златног доба ислама", што је један од главних разлога успешне исламске експанзије.
Многе пост-ахеменидске династије (Селеукиди, Сасаниди, Пахлави) тврдили су да су насљедници Кира Великог. Мохамед Реза Пахлави је славио 2500. годишњицу иранске монархије 1971. године, која је завршила револуцијом 1979. године. Многи научници данас сматрају Кира Великог једнаким или већим од Александра Великог с обзиром на достигнућа.
Према професору Ричард Фрај:
| „ | Доказ способности оснивача Ахеменидског персијског царства јесте и то, да се царство наставило ширити и после Кирове смрти и да се одржало у целости идућа два века. Он није био само велики освајач и администратор; у мислима персијског становништва он има сличну улогу као Ромул и Рем за Римљане или Мојсије за Јевреје. Предаја о њему у многим детаљима подсећа на приче о другим херојима и освајачима античког доба. Фабула у којој се новорођенче Кир даје пастиру на одгој подсећа на причу о Мојсију у Египту, а његово уклањање тиранског деда има одека у другим митовима и легендама. Нема сумње да је предаја о Киру расла међу Персијанцима и да је била позната и Грцима. Осећаји поштовања или чак страхопоштовања у којима је предаја препричана Грцима показују како није случајност да је Ксенофонт одабрао њега као модел владара којег би препоручио својим Грцима. | ” |

Укратко, лик Кира је преживио кроз историју као нешто много веће од човека који је основао царство. Он је постао епитетом за високе квалитете који су се очекивали од античких владара, што је укључивало херојске особине попут освајача који је био толерантан и великодушан једнако колико храбар и одважан. Његова личност утицала је на Грке и на самог Александра Великог, те накнадним преношењем традиције и на Римљане, па и данас на све нас. Године 1971. Иран је славио 2500. годишњицу Кировог оснивања Персијског царства.

### Религија
Једини познати пример његове религијске политике је његов однос према Јеврејима у Вавилону. Библија тврди како је остатак јеврејског становништва враћен из Вавилона у Обећану земљу, те како је Кир наредио обнову храма у Јерусалему. Све ово је у потпуности објављено у Књизи Езре. Као резултат Кирове политике, Јевреји су га славили као достојанственог и легитимног краља. Кир је једини не-јеврејин описан као месих (месија) или божански краљ у Танаху. Међутим, истовремено су постојале и јеврејске критике на његов рачун након што су се прочуле лажи од стране Кутхита, који су желели спречити изградњу "Другог храма." Оптужили су Јевреје да спремају побуну, па је Кир обуставио изградњу храма који неће бити завршен све до 516. п. н. е., у доба владавине Дарија Великог.
Поједини модерни муслимански научници, сматрају да је лик из Курана Дху ал-Карнаин заправо Кир Велики. Ова теорија је постављена од стране сунитског учењака Абула Калама Азада и потврђена од стране шиитског учењака Аламе Табатабиа у његовом делу Тафсир ал-Мизан.

### Политика и филозофија
За време своје владавине, Кир је остварио контролу над великом територијом освојених краљевстава, постигнутим задржавањем и ширењем медијских сатрапија (покрајина). Даљња организација освојених територија у провинције којима владају локални краљеви звани сатрапи, настављена је и у доба Дарија И Великог. Кирово царство захтјевало је само порез и регруте из свих крајева државе.
Његово освајање започело је ново доба у стварању царстава, гдје се велика супердржава састоји од десетака мањих држава, раса, религија и језика, које обједињује централна власт чија се моћ пројицира преко локалне администрације. Овај политички систем се одржао вијековима, а трајао је и у вријеме инвазија династије Селеукида, њихове владавине Персијом као и у вријеме каснијих иранских династија Парта и Сасанида.
Године 1992, овај владар је уврштен у листу 100 најутицајнијих људи у историји, према Мишел Х. Харту. У децембру 2003. током прихватања Нобелове награде за мир, Ширин Ебади се позвала на Кира:
Ја сам Иранка, потомак "Куруша" (Кира) Великог. Тај цар је на врхунцу моћи пре 2500 година прогласио да не жели владати онима који то не желе. Обећао је да неће присиљавати никога да промени своју религију или веру и да ће поштивати све мањине. Документ Кира Великог би требало проучавати у историји људских права.
Његова оставштина се осећа чак до далеког Исланда и колонијалне Америке. Многи творци Сједињених Држава тражили су инспирацију од Кира Великог кроз радове попут Киропедије. На пример, Томас Џеферсон је имао два примерка те књиге, које је обавезно штиво за државника једнако као и Макијевели „Владалац“.

#### Киров цилиндар
Један од ретких преживелих извора информација из његова доба је Киров цилиндар, документ који је он сам издао на глиненом ваљку. Цилиндар је направљен поводом персијског освајања Вавилона 539. п. н. е. Текст цилиндра описује вавилонског краља Набонида као безбожног, док побједника Кира спомиње као хероја миљеника бога Мардука. У наставку се спомиње како је он побољшао живот становника Вавилона, те да је избеглицама обнављао домове и градио храмове.
Цилиндар је био постављен унутар вавилонских зидина као камен темељац. Године 1879, пронашао га је асирско-британски археолог Ормуз Рассам у темељима Есагиле (вавилонског храма богу Мардуку) а данас се чува у Британском музеју у Лондону. Претпоставља се да су директори Британског музеја и Иранског националног музеја у Техерану договарају привремено премештање Кировог цилиндра у ирански Техеран за посебну изложбу.
Према званичницима из Британског музеја, цилиндар представља дугу традицију месопотамских владара у којима су своје владавине обележавали изјавама о политичким променама. Цилиндар је састављен у форми дуготрајних вавилонских стилова, а са политичке стране представља Кирову поруку вавилонском народу у којој се проглашава легитимним краљем, и у којој обећава поштивање верских и политичких вавилонских традиција. Документ се готово пуних стотину година сматрао инструментом карактеристичне месопотамске политичке пропаганде. Почетком 70-их година 20. века, ирански шах прихватио је Киров цилиндар као симбол 2500. годишњице иранске монархије, наводећи да је то „први писани споменик о људским правима у историји“. Цилиндар је такође привукао пажњу подацима о повратку Јевреја у Палестину након вавилонског ропства, а такођер се сматра и потврдом библијских текстова из Књиге о Јездрини.

### Војна стратегија
Кира Велики се сматра једним од највећих војсковођа античког доба, којег је касније опонашао и Александар Македонски. Његова стратегија, храброст и лукавост допринели су покоравању тадашњих највећих војних сила попут Медије, Вавилоније и Лидије, те стварању највећег царства.

#### Опсада пасаргадског брда
У пролеће 551. п. н. е. медијски краљ Астијаг сакупио је велику војску од 150.000 људи и кренуо угушити персијску побуну предвођену Киром. Персијски владар је командовао много мањом војском од 10.000 људи, углавном Персијских бесмртника (елитна тешка пешадија). Уз бројну инфериорност, персијски проблем је био што су са собом водили целе породице, укључујући жене, децу и старце. Како би неутралисао предност Медијаца у њиховој бројности, Кир Велики је поставио своју војску заједно са народом на врх стрмог брда у близини Пасаргада. Медијци су покушали изненадити Персијанце нападајући истовремено планинске пролазе и пењући се уз планину али Персијанци су их одбацили. Идућег јутра Астијаг је одлучио напасти са главнином војске, док је део Персијанаца видевши велику војску побегао на врх брда где су били њихови цивили. Након што су их наводно извређале персијске жене назвавши их кукавицама, Персијанци се враћају на бојиште и користећи повољан терен уништавају медијску војску која је имала губитке од око 60.000 војника.

#### Битка код Тимбре
Кир је изненадио лидијског краља Креза самим почетком инвазије на Лидију за време зиме и великих хладноћа у Малој Азији, на шта лидијска војска није била припремљена, а њихови савезници попут Вавилонаца, Арапа и Грка нису стигли прикупити трупе за војну помоћ Лидији. Ипак, лидијска војска је бројала три до четири пута већи број војника од персијске, а главнину лидијске војске је чинила велика коњица. На самом путу према Лидији, Кир Велики је приметио да се коњи из његове војске плаше дева које су им служиле за терет, јер коњи нису навикли на њихов мирис. Непосредно пре битке, он је основао прву војну јединицу састављену од дева које је ставио на чело своје војске. Стратегија је успела и на самом почетку битке код Тимбре моћна лидијска коњица се разбјежала, а Кир је поразио Крезову војску. Сам Крез је заробљен након опсаде Сарда исте године, где су се према Ктезију Персијанци опет послужили лукавством; генерал Оебар је саветовао Кира да персијски војници ходају на моткама тако да изгледају као гигантски ратници, што је наводно престрашило грађане Сарда и довело до самог пада града., и заробљивања само Креза.

#### Победа над Скитима
Приликом војних експедиција против полуномадских племена Скита у средњој Азији, Кир је договорио битку против војске моћног племена Масагети. Уочи битке, на договореном мјесту одлучио им је припремити лукаву замку. Војску је подијелио на два дијела; слабији дио трупа поставио је у слабо заштићени логор препун хране и вина, док је снажнији дио војске сакрио у непосредној близини. Племе Масагети нису познавали вино, нити учинке алкохола. Генерал скитске војске (уједно и племенски принц) напао је Киров логор и поразио слабији део персијске војске, након чега је његова војска почела јести пронађену храну и пити вино, несвесно се напивши што је знатно смањило њихове одбрамбене способности. У мамурлуку их напада Кир с главнином своје војске и са лакоћом их поражава.

#### Опсада Вавилона
Персијска опсада Вавилона, у то време највећег и најбогатијег града на свету, пример је једне од најлукавијих опсада свих времена, упоредива с легендарном причом о опсаде Троје. За опсаду града Вавилона, Персијанцима је послужила ријека Еуфрат која је пролазила кроз само средиште града. Персијанци су насамарили Вавилонце тиме што су преусмерили горњи ток ријеке у сусједни канал, због чега је водостај ријеке опао испод висине одбрамбених препрека, односно на довољну висину да се персијски војници сакривени провуку коритом у сам град. Након уласка персијске војске у град вавилонска војска се убрзо предала готово без отпора, Кир је лично ушао у град и заробио вавилонског краља Набонида, чиме је Вавилон коначно био покорен.

### Градитељски пројекти
Најзначајнији Киров градитељски пројект свакако је изградња Пасаргада, новог главног града Персије. Историчар Страбон тврди да је Кир одабрао ту локацију због политичких разлога јер је ту победио Медијце, док се као избор локације наводе и естетски разлози јер ради се о узвишењу у долини окруженој планинама са свих страна. Изградња је почела 546. п. н. е. или касније, и убрзо је постао средиштем политичке моћи великог царства. Осим као административно средиште, Пасаргад је служио и као одмаралиште персијском владару па су у њему изграђени бројни вртови, те софистициран систем наводњавања помоћу каната. Захваљујући том водоводном систему и умијећу контролисања притиска, у пасаргадском врту изграђен је линеарни канал дужине готово 1000 м уздуж ког су се налазиле малене фонтане.
Срце комплекса у Пасаргаду чини тврђава Tall-i-Takht („Престолни брежуљак“) која се налази на узвишењу у односу на околину, те која гледа на околне „рајске“ вртове са јужне стране. Тврђава се састоји од два мања дела; резиденцијалне палате и дворане за пријем („Ападана“), карактеристичне за персијску архитектуру. Ападана или дворана за пријем састоји се од бројних ступова и има приступ са југоистока, где гост прво мора проћи кроз врата а онда прећи мост преко реке Пулвар. Смештај и облик комплекса индицирају да је према комплексу у Пасаргаду обликована и касније саграђена атинска Акропоља. Уопште, уметност и архитектура у Пасаргаду престављају персијско мешање различитих традиција које обједињава уметничке елементе Елама, Вавилоније, Асирије, Египта и Анадолије.
Пасаргад се сматра колевком популарних „персијских вртова“, који су узори модерним парковима у задњих 2500 година. Карактеристика персијских вртова је правоугаони облик симетрично подељен ортогоналним главним комуникацијама на четири дела формирајући раскрсницу у унутрашњости парка. Ту се у базенима и каналима налазила вода, док су шеталишта имала хлад од високог растиња. Пасаргадски врт има колосалне димензије од 2 x 3 km, а канали са водом су се протезали готово километар у дужину, док су се мале фонтане налазиле сваких 16 m.
Нова истраживања структуралне технологије у Пасаргаду показала су како су персијски инжињери саградили град који је могао издржати јаке потресе, чак до 7. степени према Рихтеровој скали. Темељи градитељских творевина у Пасаргаду грађени су технологијом изоловане базе темеља, која се данас користи при изградњи модерних осетљивих објеката попут нуклеарних електрана, због заштите од сеизмичких активности.
Значајан допринос градитељству преставља и употреба конструктивних веза (копчи) између камених блокова, које су изграђене од метала. Такав конструктивни систем заједно са изолованом базом темеља створили су услове за изградњу много већих, виших и тањих конструктивних елемената, који су свој врхунац доживели у Персеполису.
Легенда каже да је у доба исламског освајања Ирана арапска војска хтела уништити гробницу, али да је становништво уверило арапске команданте да се не ради о гробници Кира Великог, већ о гробници мајке краља Саломона, што је поштедјело њено рушење. Као резултат, натпис на гробници замијењен је цитатом из Курана и гробница је постала позната као Qabr-e Madar-e Sulaiman, односно „гробница Саломонове мајке“. У данашње време постоје само рушевине некад величанственог комплекса у Пасаргаду и његових вртова, које су уништили време, бројни потреси и освајачка разарања Македонаца, Арапа те посебно Монгола. Осим археолошког значаја, Пасаргад је данас и популарно туристичка атракција у Ирану.

## Хронологија
- 600. п. н. е. - рођење Кира Великог према Старом завјету.
- 576. п. н. е. - рођење Кира Великог према модерним проценама.
- 552. п. н. е. - након што му умире отац Камбиз I, Кир Велики постаје краљАншана.
- 552. п. н. е. - Кирова побуна против његових надређених, Медијаца.
- 549. п. н. е. - уз Харпагову помоћ Кир води своју војску против Медијаца те осваја медијски главни град Екбатана, чиме је и само Медијско царство коначно било освојено.
- 546. п. н. е. - Кир прихвата медијску круну, али је службено заменио титулу прогласивши се „краљем Персије“.
- 540. п. н. е. - пораз Креза у прату против Персијанаца, пад Лидијског царства.
- 540. п. н. е. - персијске војсковође Мазар и Харпаг освајају целу Малу Азију; Ликију, Киликију и Феникију, укључујући грчке градове помоћу опсадних техника које су биле непознате Грцима.
- 542. п. н. е. - повратак главнине персијских трупа у Персију.
- 539. п. н. е. - Кир Велики побјеђује Набонида и осваја Вавилон; што је забиљежено у делима Фронтина, Птолемеја, Еузебија и Диодора.
- 537. п. н. е. - Након освајања Вавилона, Кир Велики пушта Јевреје да се врате у Јерусалем, чиме завршава 70 година вавилонског ропства. Мањи број, њих једва око 50.000 искористило је ту слободу; док је већина остала у Вавилону где је живела у релативно повољним приликама.
- 530. п. н. е. - смрт Кира Великог (према Херодоту и Ктезију у борби против Скита; Ксенофонт у „Киропедији“ тврди како је умро мирно у главном граду Персије Пасаргаду), а наслеђује га његов син Камбиз II.